# 29 Dywizja Grenadierów Pancernych
29 Dywizja Grenadierów Pancernych (niem. 10. Panzergrenadier Division) – niemiecka dywizja grenadierów pancernych z okresu II wojny światowej.

## Historia
Dywizję sformowano 23 czerwca 1943 r. we Francji na bazie 345 Dywizji Piechoty. Jednostka zastąpiła zniszczoną w Stalingradzie 29 Dywizję Piechoty. Już w lipcu 1943 r. 29 Dywizja Grenadierów Pancernych została przerzucona do Włoch, gdzie uczestniczyła we wszystkich ważniejszych kampaniach. Walczyła na Sycylii pod Salerno, później pod Anzio i na Linii Gotów oraz nad rzeką Pad. 24 kwietnia 1945 r. została rozbita między Padem a Apeninami przez brytyjską 8 Armię. 28 kwietnia sztab dywizji dostał się do niewoli i jednostka przestała istnieć.

## Dowódcy dywizji
- Generalleutenant  Walter Fries, od 1 marca 1943,
- Oberst Hans Hecker, w lutym 1944,
- Oberst Hans Boelsen, od 5 marca 1944,
- ponownie Walter Fries od 20 marca 1944,
- Generalmajor  Walter Herold od 24 sierpnia 1944 do końca[2].

## Skład dywizji
1944
- 15  pułk grenadierów pancernych (Panzer-Grenadier-Regiment 15),
- 71  pułk grenadierów pancernych (Panzer-Grenadier-Regiment 71),
- 29  batalion pancerny (Panzer-Abteilung 29),
- 129  pancerny batalion rozpoznawczy (Panzer-Aufklärungs-Abteilung 129),
- 29  zmotoryzowany pułk artylerii (Artillerie-Regiment 29),
- 29  batalion niszczycieli czołgów (Panzerjäger-Bataillon 29),
- 29  dywizyjny batalion łączności (Panzergrenadier-Divisions-Nachrichten-Abteilung 29),
- 29  batalion zapasowy (Feldersatz-Bataillon 29),
- 313  armijny batalion przeciwlotniczy,
- 29  zmotoryzowany batalion inżynieryjny,
- 29  dywizyjne oddziały zaopatrzeniowe[3]